# Mario Salas
Mario Salas (Santiago de Chile, 11 de outubro de 1967) é um treinador ex-futebolista chileno que atuava como meia.

## Carreira
Mario Salas integrou a Seleção Chilena de Futebol na Copa América de 1997.